# 宋庭芬
宋庭芬（?—?），又作宋廷芬，唐朝贝州清阳县（今河北省清河县）人。
宋庭芬出身儒学世家，擅长词藻。所生五个女儿：宋若莘、宋若昭、宋若伦、宋若宪、宋若荀，都非常聪惠。自幼教给她们经艺诗赋，贞元年间都因为文才入宫。宋庭芬也被任命为饶州司马，习艺馆内，敕赐第一区，给俸料。宋庭芬的儿子愚不可教，为民终身。